# 毛利亘宏
毛利 亘宏（もうり のぶひろ、1975年6月24日 - ）は日本の劇作家、演出家及び脚本家である。
少年社中の創設メンバーで、現在も主宰として全作品を手がけている。愛知県生まれ。血液型はA型。

## 人物・略歴
元々は小説家を目指していたが、高校時代に演劇部に所属したことで演劇の道に進む。その後、友人らと上京し少年社中を立ち上げた。少年社中に所属する俳優の井俣太良は高校時代からの友人である。
早稲田大学演劇研究会の後輩である俳優の唐橋充からの紹介で脚本家の小林靖子と知り合い、小林が東映プロデューサーの武部直美に推薦し、『仮面ライダーオーズ/OOO』から東映の特撮ヒーロー作品の脚本を担当するようになる。
2017年の『宇宙戦隊キュウレンジャー』では初めてメインライターを務めた。
2020年の『アルゴナビス from BanG Dream!』では、TVアニメのシリーズ構成を初めて担当した。

## 作風・エピソードなど
漫画・ゲーム原作の作品などを手掛ける際は原作ファンを失望させないことを意識している。
幼少期に、自身と同じ姓の毛利衛が宇宙飛行士になったことに感銘を受けて宇宙に興味を持ち、後に毛利衛の児童文学『モマの火星探検記』を舞台化した。
舞台・特撮・アニメとジャンルの違う脚本を多数務めているが、「それぞれ全く違う」「舞台・特撮ではト書きはほとんど書かないが、アニメではアニメーターに伝えるためキャラクターの心情をすべてト書きにしなければいけない」と語っている。
劇団の通し稽古でいいシーンがあると必ず泣く。

### 特撮作品
特撮番組は子供の頃に卒業していたが、20歳の時に『五星戦隊ダイレンジャー』にハマり、以降特撮番組を毎作チェックするようになった。
特撮作品ではオリジナルビデオやウェブドラマ、クロスオーバー作品などを担当することが多く、毛利は他者が作った主幹を繋いで広げるサブライター気質が性に合っており、「企画物」のクオリティを高めることがサブライターの挟持であると考えていることを語っている。
『オーズ/OOO』第33話「友情と暴走と残されたベルト」・第34話「親友と利用とその関係」執筆時に東日本大震災があり、同話および続く第35話「夢と兄とバースの秘密」・第36話「壊れた夢と身体とグリード復活」はヒーローのあり方について考えるストーリーとなった。
『手裏剣戦隊ニンニンジャー』の後半では『仮面ライダードライブ』『仮面ライダーゴースト』の執筆も重なり、両シリーズの書き方の違いを実感したことを述べている。

### 『アルゴナビス』シリーズ
「メサイア」シリーズのファンの「アルゴナビス」スタッフが「男同士の友情、濃い関係のドラマが上手い」と推薦し、抜擢された。若手劇団員だったころの感情を落とし込んでアニメシリーズの脚本を制作した。

## 主な作品

### 舞台
- 少年社中 全作品 - 脚本・演出
- スーパー戦隊シリーズ
  - 侍戦隊シンケンジャーショー 第2弾｢シンケンゴールド見参!! 海中決戦之幕｣（2009年、シアターGロッソ） - 脚本・演出
  - 宇宙戦隊キュウレンジャー ファイナルライブツアー（2018年） - 脚本
- ミュージカル『薄桜鬼』 - 脚本・演出・作詞
  - 斎藤一篇（2012年4月27日 - 5月8日、池袋サンシャイン劇場）
  - 沖田総司篇（2013年3月14日 - 24日、池袋サンシャイン劇場）
  - 土方歳三篇（2013年10月2日 - 11日、日本青年館 大ホール）
  - 風間千景篇（2014年5月16日 - 18日、新神戸オリエンタル劇場 / 2014年5月23日 - 6月1日、シアター1010）
  - 藤堂平助篇（2015年1月10日 - 12日、京都劇場 / 2015年1月17日 - 25日、六本木ブルーシアター）
  - 黎明録（2015年5月23日 - 31日、AiiA 2.5 Theater Tokyo / 2015年6月10日 - 14日、京都劇場）
  - 新選組奇譚（2016年1月4日 - 11日、天王洲銀河劇場 / 2016年1月15日 - 17日、大阪メルパルクホール）
  - 原田左之助篇（2017年4月14日 - 16日、梅田芸術劇場シアター・ドラマシティ / 2017年4月26日 - 30日、AiiA 2.5 Theater Tokyo）
- 新生 ミュージカル『薄桜鬼』 - 脚本
  - 土方歳三篇（2018年4月21日 - 23日、新神戸オリエンタル劇場 / 2018年4月28日 - 5月1日、明治座（特別公演））
- 30-DELUX The Remake Theater「イエロー」（2012年11月21日 - 12月13日、東京 / 大阪 / 名古屋 全15公演） - 脚本・演出
- る・ひまわり「英雄」シリーズ - 脚本・演出
  - 英雄のうた（2013年4月30日 - 5月3日、青山円形劇場）
  - 英雄のうそ（2014年7月18日 - 21日、恵比寿ガーデンルーム）
  - 英雄の運命（2016年9月17日 - 19日、よみうり大手町ホール）
- TIGER & BUNNY THE LIVE（2012年）- 作･演出
- 仮面ライダーシリーズ
  - 仮面ライダー鎧武 ファイナルステージ（2014年10月12日） - 脚本・演出
  - 仮面ライダーゴースト ファイナルライブツアー（2016年） - 脚本
  - 仮面ライダージオウ ファイナルステージ（2019年） - 脚本
  - 舞台『仮面ライダー斬月』-鎧武外伝-（2019年3月9日 - 24日 東京 / 京都） - 脚本・演出
- ミュージカル「黒執事」
  - ミュージカル「黒執事」地に燃えるリコリス（2014年9月5日 - 10月5日 東京 / 大阪 全34公演） - 演出
  - ミュージカル「黒執事」地に燃えるリコリス2015（2015年11月7日 - 12月27日 東京 / 大阪 / 宮城 / 福岡 / 上海 / 北京 / 深圳 全40公演） - 演出
  - ミュージカル「黒執事」〜NOAH'S ARK CIRCUS〜（2016年11月18日 - 2016年12月18日 東京 / 福岡 / 兵庫 / 愛知 全28公演） - 脚本・演出
- 倶利迦羅 - 脚本・演出 （2015年11月24日 - 28日 ロンドン/ストラットフォードサーカス）
- 「Messiah メサイア」シリーズ - 脚本
  - Messiah メサイア -白銀ノ章-（2014年1月15日 - 19日 全9回公演）
  - Messiah メサイア -紫微ノ章-（2014年8月20日 - 24日 全9回公演）
  - Messiah メサイア -翡翠ノ章-（2015年5月13日 - 31日 全19回公演）
  - Messiah メサイア -鋼ノ章-（2015年9月2日 - 21日 全21回公演）
  - Messiah メサイア -暁乃刻-（2017年2月11日 - 26日 全17回公演）[6]
  - Messiah メサイア -悠久乃刻-（2017年8月31日 - 9月24日 全19回公演）
  - Messiah メサイア -月詠乃刻-（2018年4月14日 - 29日 全15回公演）
- ミュージカル『陰陽師』～平安絵巻～ - 脚本・演出・作詞（2018年3月9日 - 4月22日 東京 / 中国（深圳・上海・北京））
- 劇団シャイニング第3弾 舞台『JOKER TRAP』- 脚本・演出（2018年4月19日 - 5月13日 東京 / 大阪）
- 七つの大罪 The STAGE - 脚本・演出
  - 七つの大罪 The STAGE（2018年8月3日 - 20日 東京 / 大阪）
  - 七つの大罪 The STAGE -裏切りの聖騎士長-（2020年6月18日 - 28日、天王洲 銀河劇場）※中止[7]
- GOZEN-狂乱の剣-（2019年） - 作･演出
- ミュージカル「陰陽師」〜大江山編〜 - 脚本・演出・作詞（2019年6月14日 - 2020年3月1日 中国（上海・鄭州・成都・重慶・長沙・武漢・西安・天津・北京・広州・深圳・合肥・杭州・済南） / 東京）
- 風男塾ミュージカル 『Believe ～遥かなるプロキオン～』 - 脚本・演出（2020年2月29日- 3月8日 全11回公演）
- 死神遣いの事件帖（2020年）- 作・演出
- 舞台「HELI-X」シリーズ - 脚本
  - 舞台「HELI-X」（2020年12月3日 - 9日、紀伊國屋サザンシアター TAKASHIMAYA / 12月12日 - 13日、大阪メルパルクホール）[8]
  - 舞台「HELI-X II～アンモナイトシンドローム」（2021年10月7日 - 17日、紀伊國屋サザンシアター TAKASHIMAYA）[9]
  - 舞台「HELI-X III」（2022年6月）[10]
- 舞台「ROAD59 -新時代任侠特区-」シリーズ - 脚本
  - 舞台「ROAD59 -新時代任侠特区-」（2020年12月24日 - 27日、なかのZERO 大ホール）[11]
  - 舞台『ROAD59 -新時代任侠特区-』摩天楼ヨザクラ抗争（2021年4月15日 - 18日、KAAT神奈川芸術劇場 ホール）[12]
- 演劇の毛利さん-The Entertainment Theater - 脚本・演出
  - Vol.0「星の飛行士」（2021年1月6日 - 17日、サンシャイン劇場 / 1月27日 - 31日、梅田芸術劇場 シアター・ドラマシティ）[13]
  - Vol.1「天使は桜に舞い降りて」（2022年1月6日 - 16日、サンシャイン劇場 / 1月22日・23日、名古屋市公会堂 大ホール / 1月28日 - 30日、梅田芸術劇場 シアター・ドラマシティ）[14]
- FICTIONAL STAGE『亡国のワルツ』（2021年4月16日 - 29日、あうるすぽっと）[15][16]
- 「ARGONAVIS the Live Stage」 - 脚本・演出[17]
  - ARGONAVIS the Live Stage（2021年6月18日 - 20日、サンケイホールブリーゼ / 6月23日24日 - 27日、シアター1010）[18]
  - ARGONAVIS the Live Stage2 ～目醒めの王者と恒星のプログレス～（2023年2月18日 - 2月20日、東京建物 Brillia HALL / 2月24日 - 2月26日：AiiA 2.5 Theater Kobe）
- 『池袋ウエストゲートパーク』THE STAGE（2021年6月25日 - 27日、チームスマイル・豊洲PIT / 7月1日 - 4日、シアター1010） - 脚本[19]
- 舞台『デュラララ!!』～円首方足の章～（2021年8月1日 - 7日、日本青年館ホール / 8月13日 - 15日、名古屋文理大学文化フォーラム（稲沢市民会館） 大ホール / 8月20日 - 22日、COOL JAPAN PARK OSAKA WWホール） - 演出[20][21]
- SOLO Performance ENGEKI「僕とメリーヴェルの7322個の愛」（2021年10月6日 - 17日、CBGKシブゲキ!!） - 脚色・演出[22]
- 舞台「フルーツバスケット」（2022年3月4日 - 13日、日本橋三井ホール） - 脚本・総合演出[23]
- こくみん共済 coop ホール(全労済ホール)／スペース・ゼロ提携公演 演劇女子部「ビヨサイユ宮殿」（2022年11月11日 - 20日、こくみん共済 coop ホール(全労済ホール)／スペース・ゼロ） - 脚本・演出
- 風都探偵 The STAGE（2022年12月末 - 2023年1月、東京 / 大阪） - 脚本・演出[24]
- SOLO Performance ENGEKI「MAGENTA」（2025年4 - 5月、東京・愛知・福岡・大阪）- 演出[25]

### 特撮
- 仮面ライダーシリーズ（テレビ朝日）
  - 仮面ライダーオーズ/OOO（2010年 - 2011年）全48話中6話執筆
  - 仮面ライダー鎧武/ガイム（2013年 - 2014年）全47話中5話執筆（内3話は虚淵玄と共同で執筆）
  - 仮面ライダードライブ 最終話（特別編 / 2015年）
  - 仮面ライダーゴースト（2015年 - 2016年）全50話中13話執筆
  - 仮面ライダージオウ（2018年 - 2019年）全49話中19話執筆
  - 仮面ライダーセイバー（2020年 - 2021年）[26]全48話中11話執筆
  - 仮面ライダーリバイス（2021年 - 2022年）全50話中8話執筆
  - 仮面ライダーガヴ（2024年）[27]
- スーパー戦隊シリーズ（テレビ朝日）
  - 特命戦隊ゴーバスターズ（2012年 - 2013年）全50話中6話執筆
  - 手裏剣戦隊ニンニンジャー（2015年 - 2016年）全47話中8話執筆
  - 宇宙戦隊キュウレンジャー（メインライター、2017年 - 2018年）全48話中42話執筆
  - 機界戦隊ゼンカイジャー 第20カイ!（2021年）
- 烈車戦隊トッキュウジャーVS仮面ライダー鎧武 春休み合体スペシャル（2014年）

### ドラマ
- REAL⇔FAKE（2019年）監督・脚本[28]

### アニメ
- アルゴナビス from BanG Dream!（2020年）シリーズ構成・脚本[29]
- 劇場版アルゴナビス 流星のオブリガート（2021年）脚本[30]
- 劇場版アルゴナビス AXIA（2023年）脚本[31]

### ゲーム
- アルゴナビス from BanG Dream! AAside（2020年）シナリオ原案・監修

### 映画
- 仮面ライダーシリーズ（東映）
  - 仮面ライダー×仮面ライダー 鎧武&ウィザード 天下分け目の戦国MOVIE大合戦（仮面ライダー鎧武 戦極バトルロワイヤル!）（2013年）
  - セイバー+ゼンカイジャー スーパーヒーロー戦記（2021年）[32]
  - 仮面ライダー ビヨンド・ジェネレーションズ（2021年）[33]
- Messiah メサイア -幻夜乃刻-（2018年）
- 仁義なき幕末 -龍馬死闘篇-（2023年）

### オリジナルビデオ
- スーパー戦隊シリーズ
  - 特命戦隊ゴーバスターズVSビートバスターVS J（2012年）
  - 宇宙戦隊キュウレンジャーVSスペース・スクワッド（2018年）
- 仮面ライダーシリーズ
  - 仮面ライダー鎧武/ガイム 超バトルDVD フレッシュオレンジアームズ誕生! 〜君もつかめ!フレッシュの力〜（2014年）
  - 鎧武外伝（2015年）
    - 仮面ライダー斬月/仮面ライダーバロン（『仮面ライダーバロン』）
    - 仮面ライダーデューク/仮面ライダーナックル（『仮面ライダーナックル』）

  - 仮面ライダーゴースト 一休眼魂争奪!とんち勝負（バトル）!!（2015年）
  - 仮面ライダージオウ NEXT TIME ゲイツ、マジェスティ（2020年）[34]
  - 仮面ライダーオーズ 10th 復活のコアメダル（2022年）[35]
  - リバイスForward 仮面ライダーライブ&エビル&デモンズ（2023年）[36]

### ネットムービー
- 仮面ライダーシリーズ
  - ネット版 仮面ライダーオーズ ALLSTARS 21の主役とコアメダル（2011年）
  - dビデオスペシャル 仮面ライダー4号（2015年）
  - 仮面ライダーゴースト 伝説!ライダーの魂!（2016年）
  - 鎧武外伝 仮面ライダーグリドンVS仮面ライダーブラーボ （2020年）
  - ネット版 仮面ライダーオーズ 復活のコアメダル・序章（2022年）
  - ネット版 仮面ライダーオーズ バースX誕生・序章（2022年）
  - リバイスレガシー 仮面ライダーベイル（2022年）

### その他
- 名古屋おもてなし武将隊 総合演出（2012年より）
- ゆめクリワールド（2015年）脚本･監督
- ARGONAVIS from BanG Dream!→from ARGONAVIS 世界観・キャラクター設定・コミカライズ脚本（2019年より）
- 文化放送 超！A&G＋「あさステ！」スペシャル「リーディングシアター『緋色の研究』」配信（2020年6月17日 - 21日） - 脚本・演出[37]
- 超英雄祭 KAMEN RIDER × SUPER SENTAI LIVE & SHOW 2021（2021年2月9日・10日、日本武道館）※中止 - 脚本[38]
- にじさんじフェス2025 スペシャルヒーローショー（2025年2月21日 - 23日） - 脚本・演出[39]

## 小説
- 小説 仮面ライダーオーズ（2012年､講談社キャラクター文庫）
- 小説 仮面ライダー鎧武外伝〜仮面ライダー斬月〜（2020年、講談社キャラクター文庫）